# Robert B. Parker
Robert Brown Parker (Springfield, 17 de setembro de 1932 — Cambridge, 18 de janeiro de 2010) foi um escritor e novelista estadunidense. Ficou conhecido em seu país de origem por escrever textos e novelas do gênero de ficção noir e especialmente por produzir e desenvolver o roteiro da série Spenser: For Hire, da American Broadcasting Company.